# 幽鱥
幽鱥為輻鰭魚綱鯉形目雅羅魚科鱥屬的魚類，分布於歐洲法國Vidourle河流域，本魚體延長，體上半部金色，有青銅色的蟲紋，胸部有連續的胸鱗斑塊，側線通常至少到達臀鰭基部，吻長為體長的28-33%，眼睛直徑的0.9-1.3倍，臀鰭起點位於最後一條背鰭基部下方或後方，腹部銀色，側線明顯，體長可達6.4公分，棲息在水質清澈、冰涼、礫石底質的溪流，生活習性不明。